# Bohartiellus cornutus
Bohartiellus cornutus är en stekelart som beskrevs av Marsh 1983. Bohartiellus cornutus ingår i släktet Bohartiellus och familjen bracksteklar. Inga underarter finns listade.